# Maria Murnane
Maria Murnane amerikai író, PR tanácsadó.

## PR szakemberből író
Irodalom és spanyol szakon szerzett diplomát a UC Berkeley-n majd marketingkommunikációból a Northwestern Egyetemen. Iskoláit Kaliforniában Tanulmányai után 10 éven keresztül a public relation területén ért el sikereket, mígnem úgy döntött, hogy változtat az életén.
Összecsomagolt és meg sem állt Argentínáig, ahol az előzőleg tervezett két hét helyett egy évig élt az országban.
Fél-profi futballista lett, miközben megírta élete első regényét, a Papíron prímát.
A könyv kalandos születése mégsem győzte meg az amerikai kiadókat, és számos elutasítást kellett kibírnia, míg végül úgy döntött, hogy magánkiadásban jelenteti meg művét, melynek marketingjéért egyedül felelt.
A könyv hamarosan óriási siker lett, legendássá vált kitartása, és azóta két kézzel kapkodnak utána a legnevesebb kiadók.

## Könyvei

### Waverly Bryson kalandjai
1. 2010 – Papíron príma, Waverly Bryson (félre)sikerült kalandjai (Perfect on Paper The (Mis)adventures of Waverly Bryson) – Cor Leonis Kiadó (2011)[2]
2. 2011 – It’s a Waverly Life: the sequel to Perfect on Paper
3. 2012 – Honey Your Mind
4. 2013 – Chocolate For Two

### Önálló regények
1. 2014 – Cassidy Lane
2. 2014 – Katwalk
3. 2015 – Wait for the Rain

## Magyarul
- Papíron príma. Waverly Bryson (félre)sikerült kalandjai. Regény; Cor Leonis, Bp., 2010

## Díjai

### Papíron príma
- IPPY Award – legjobb könyv-marketing bronz fokozat
- DIY BOOK Festival – *fikció kategóriában a legjobb magánkiadás nyertese
- Book Bloggers Top 10 díj – a női irodalom kategória nyertese
- National Indie Excellence Award – finalista chick-lit kategóriában

### Cassidy Lane
- International Book Award – legjobb chick-lit regény, 2015